# Saut à la perche masculin aux Jeux olympiques de 1904
Pour un article plus général, voir Athlétisme aux Jeux olympiques de 1904.
Navigation
Paris 1900 Londres 1908
L'épreuve du saut à la perche masculin aux Jeux olympiques de 1904 s'est déroulée le 3 septembre 1904 au Francis Field à Saint-Louis aux États-Unis. Elle est remportée par l'Américain Charles Dvorak.